# Tyson Foerster
Tyson Foerster (Alliston, Ontario, 18 de enero de 2002) es un jugador profesional canadiense de hockey sobre hielo que se desempeña en la posición de extremo derecho en Philadelphia Flyers, equipo de la National Hockey League (NHL).

## Carrera
Fue seleccionado en la primera ronda en la NHL Entry Draft de 2020. En 2022 hizo su debut profesional con el equipo Philadelphia Flyers, donde lleva jugando dos temporadas.